# Chroniochilus ecalcaratus
Chroniochilus ecalcaratus là một loài thực vật có hoa trong họ Lan. Loài này được (Holttum) Garay mô tả khoa học đầu tiên năm 1972.